# ドミトリー・ペスコフ
ドミトリー・セルゲーエヴィチ・ペスコフ（ロシア語: Дми́трий Серге́евич Песко́в, ラテン文字転写: Dmitry Sergeyevich Peskov, 1967年10月17日 - ）は、ロシアの外交官。2012年からプーチン政権で大統領報道官。英語・トルコ語・アラビア語に堪能である。

## 前半生と教育歴
ペスコフの父セルゲイはソ連外務省のパキスタン使節団長だった。
ペスコフは1967年、モスクワに生まれた。
1989年にモスクワ大学のアジア・アフリカ研究所を卒業後、ソビエト外務省入省。

## 職業歴
トルコのアンカラにあるロシア大使館に10年間勤務して一等書記官になった。
2000年に帰国、4月からウラジーミル・プーチン大統領の報道官を務めた。
2008年に大統領がメドベージェフに交代するとヴィクトル・ズプコフ首相の報道官に任命され、2012年にプーチンが大統領に戻ると再び大統領報道官になった。
2022年2月にロシアによるウクライナ侵攻が開始されて以降、欧米諸国はウラジーミル・プーチン大統領に近い人物への経済制裁を検討し、3月3日にはアメリカ合衆国よりペスコフ含む富豪8名とその家族が制裁対象に指定された。

## 私生活
3回の結婚歴があり、母親違いの5人の子どもがいる。
1988年、ソ連邦元帥セミョーン・ブジョーンヌイの孫娘アナスタシア・ブジョーンナヤと結婚。1990年、第1子ニコライが生まれた。1994年に離婚している。
1994年、外交官のウラジミール・ソロツィンスキーの娘エカテリーナ・ソロツィンスカヤと結婚。1998年、第2子エカテリーナが生まれ、後に2人の息子が生まれた。2015年6月、アイスダンスの金メダリストタチアナ・ナフカと婚約し、2番めの妻と離婚を成立させて8月に結婚。ナフカとの間には2014年8月に第5子が生まれている。 
ペスコフはナフカとの結婚式で、非常に高価な時計をしている姿を写真に撮られた。時計はリシャール・ミルの67万ドル（約7500万円）の限定品だった。これはペスコフの公表年収より高額だったため、メディアの大きな反応を呼び、騒動になった。ペスコフはロレックスやオメガなどの高級時計をしている姿も撮影されていた。ペスコフはナフカからの贈り物だと答え、ナフカも「私には素敵な贈り物をする余裕があります」と語った。
2022年3月、アメリカと日本はタチアナ・ナフカとニコライとエカテリーナに経済制裁を課している。